# رایان پاریس
رایان پاریس (انگلیسی: Ryan Paris؛ زادهٔ ۱۲ مارس ۱۹۵۳) با نام اصلی فابیو روشولی، یک هنرپیشه، موسیقی‌دان و خواننده اهل ایتالیا است. وی از سال ۱۹۸۲ میلادی تاکنون مشغول فعالیت بوده‌است.
او با خواندن تک‌آهنگ زندگی شیرین که توسط پی‌یرلوئیجی جومبینی نوشته و تهیه شده بود، به شهرت جهانی دست یافت.